# Tillandsia contorta
Tillandsia contorta är en gräsväxtart som beskrevs av Carl Christian Mez och Henri François Pittier. Tillandsia contorta ingår i släktet Tillandsia och familjen Bromeliaceae. Inga underarter finns listade i Catalogue of Life.